# Эбботт, Эдвин Эбботт
Эдвин Эбботт Эбботт (англ. Edwin Abbott Abbott; 20 декабря 1838 года, Лондон — 12 октября 1926 года, там же) — английский теолог и писатель, известен преимущественно как автор «Флатландии» (1884) — математической сатиры и аллегории на религию. Доктор (Dr.), член Британской академии (1913).

## Биография
Старший сын Эдвина Эбботта (1808—1882), главы Марилебонской филологической школы, и Джейн Эбботт (1806—1882), приходившейся мужу двоюродной сестрой — этим объясняются одинаковые фамилия и среднее имя Эбботта.
Окончил Школу Лондонского Сити и Колледж Святого Иоанна Кембриджского университета, где учился с 1857 года, получив высшие оценки по филологии, математике и богословию. Священник (1863).
В 1865 году, в возрасте 26 лет, Эбботт стал директором Школы Лондонского Сити. В 1889 году в 50 лет он вышел в отставку и посвятил себя литературе и теологии.
Либеральные склонности доктора Эбботта в богословии были видны как в его представлениях об образовании, так и в его книгах. Его «Грамматика Шекспира» (1870) стала значительным вкладом в английскую филологию. В 1885 году он издал книгу о жизни Фрэнсиса Бэкона. Его теологические сочинения включают три анонимно изданных религиозных романа — «Филохристус» (1878), «Онисим» (англ. Onesimus, 1882) и «Ситанус» (1906).
Наибольшее значение в наследии Эбботта имеют изданный также анонимно теологический трактат «Ядро и шелуха» (англ. The Kernel and the Husk; 1886), книга «Англиканская карьера Кардинала Ньюмана» (1892), а также статья «Псалмы» в девятом издании «Британской энциклопедии», вызвавшая большой резонанс среди британских богословов.

## «Флатландия»
- «Флатландия» («Flatland: A Romance of Many Dimensions», 1884). После 1950-х годов книга пережила второе рождение, расцененная как провозвестница научной фантастики и, в частности, киберпанка.